# I'll Become a Villainess Who Goes Down in History
I'll Become a Villainess Who Goes Down in History (яп. 歴史に残る悪女になるぞ 悪役令嬢になるほど王子の溺愛は加速するようです！, Rekishi ni Nokoru Akujo ni Naru zo: Akuyaku Reijō ni Naru hodo Ōji no Dekiai wa Kasoku suru yō desu!, укр. Я стану лиходійкою, яка увійде в історію: Здається, перетворення на аристократичну злочинницю ще більше закохує принца) — серія ранобе, написана Ізумі Окідо та ілюстрована Джюном Хаясе. Спочатку вона вийшла як веб-новела на сайті Shōsetsuka ni Narō у грудні 2018 року. Пізніше її придбало видавництво Enterbrain, яке почало публікувати серію як ранобе під своїм імпринтом B's Log Bunko у серпні 2019 року. Манґа-адаптація, ілюстрована Акарі Хоші, почала серіалізацію на вебсайті манґи B's Log Comic від Enterbrain у травні 2020 року. Аніме-адаптація для телебачення, створена студією Maho Film, транслювалася з жовтня по грудень 2024 року.

## Сюжет
Алісія Вільямс, дворянська донька, у свій восьмий день народження розуміє, що є перевтіленцем з іншого світу, а цей світ є тим у якому вона грала в отоме гру в своєму попередньому житті. У грі вона була так званою "поганою героїнею", але захоплюючись її гордим образом, Алісія прагне стати такою ж вражаючою "поганою героїнею". В процесі щоденних зусиль і тренувань вона зближується з "Льодовим принцом", Сікером Дюком, одним з головних персонажів гри, який починає виявляти до неї інтерес. Однак, у грі Дюк був партнером "святої", а не Алісії і вони перебували у ворожих стосунках.
З часом, доросла Алісія зустрічає "святу", персонажа гри — Лізу Кезер. Хоча в грі Ліз і Алісія були заклятими ворогами, Ліз проявляє до Алісії дружелюбність. Здивована відмінністю від розвитку подій у грі, Алісія продовжує старанно прагнути бути правильною "поганою героїнею".

## Персонажі
Алісія Вільямс (яп. ウィリアムズ・アリシア, Wiriamuzu Arishia)
Сейю: Ацумі Танезакі (драма CD), Канна Накамура (аніме)
Головна героїня. Відродившись у ролі лиходійки, вона прагне бути найкращою у цій ролі, особливо тому що король найняв її щоб цькувати Ліз і змусити її вийти із зони комфорту. Згодом Алісія все більше залучається до завдання, адже Ліз має шанувальників, які провокують конфлікти й цькують тих, хто не йде за ними сліпо. Алісія дуже співчутлива до менш забезпечених. Вона взяла до себе дитину із села, яку вигнали і зробила її своїм слугою. Вона навіть пожертвувала оде зі своїх очей, щоб інша людина змогла бачити.
Дюк Сікер (яп. シーカー・デューク, Shīkā Deyūku)
Сейю: Юма Учіда (драма CD), Кайто Ісікава (аніме)
Перший принц королівства Дюлкіс. Через свою надзвичайну стриманість і те що він ніколи не посміхається, його називають "Крижаним принцом". У грі він єдиний хто усміхався героїні, але в сюжеті він виявляє цікавість до Алісії та наближається до неї. У день його народження в королівській родині розквітла синя троянда.
Гілл (яп. ジル, Jiru)
Сейю: Марія Ісе (драма CD), Такахасі Ріе (аніме)
Слуга Алісії. Сирота з села Роана, що стало місцем заслання злочинців. У дитинстві Гілл зазнавав утисків від місцевих жителів, окрім Віла. Через це воні втратив довіру до людей, але після слів підтримки від Алісії вирішив служити їй.
Віл (яп. ウィル, Wiru)
Сейю: Хіроші Янака
Сліпий старець із села Роана. У минулому працював при дворі, але був засліплений і вигнаний за те, що заперечив своєму господареві. Завдяки гострому слуху може розпізнавати статус співрозмовника за звуками їхніх кроків і одягу. Багато чого навчив Алісію під час її візиту до села.
Ліз Кезер (яп. キャザー・リズ, Kyazā Rizu)
Сейю: Манака Івамі
Героїня гри. Добросердна, але небезпечно наївна дівчина, яка дивиться на світ крізь рожеві окуляри. Вона вірить, що кризи можна вирішити простим "проявом віри", і несвідомо володіє потужною магією чарівності, яка змушує людей поводитися так, як вона уявляє. Ці риси часто стають причиною складних ситуацій для Алісії.
Альберт Вільямс (яп. ウィリアムズ・アルバート, Wiriamuzu Arubāto)
Сейю: Рьота Сака
Брат Алісії. Коли Алісія запитала Альберта, чи не використав би він меч для захисту сім'ї, якби на неї напали, через заклинання чарівності Ліз він відповів, що не став би. Це показує, що під впливом магії він готовий зрадити свою родину, відкидаючи концепцію самозахисту та гордість лицаря.
Алан Вільямс (яп. ウィリアムズ・アラン, Wiriamuzu Aran)
Сейю: Кохей Амасакі
Середній брат із дому Вільямсів, близнюк Генрі. Один із цільових персонажів гри. Обожнює Ліз і ворожий до Алісії через її суперечки з Ліз.
Генрі Вільямс (яп. ウィリアムズ・ヘンリ, Wiriamuzu Henri)
Сейю: Харукі Ішія
Молодший брат Алану, його близнюк. Один із цільових персонажів гри. Хоча він спочатку підтримує Ліз, після розумної критики від Алісії починає віддалятися від її шанувальників і стає на бік Алісії.
Ерік Хадсон (яп. ハドソン・エリック, Hadoson Erikku)
Сейю: Кент Іто
Представник дому Хадсонів. Один із цільових персонажів гри. Гарячий ентузіаст.
Сміт Фінн (яп. スミス・フィン, Sumisu Fin)
Сейю: Аюму Мурасе
Представник дому Смітів. Один із цільових персонажів гри. Завжди усміхнений красень.
Еванс Гейл (яп. エバンズ・ゲイル, Ebanzu Geiru)
Сейю: Сьоя Чіба
Представник дому Евансів. Один із цільових персонажів гри. Мудрий молодик у окулярах.
Кенвуд Кетріс (яп. ケンウッド・カーティス, Kenuddo Kātis)
Сейю: Окамото Нобухіко
Аристократ, близький до Алана та його друзів. Один із цільових персонажів гри. Доброзичливий і товариський.
Арнольд Вільямс (яп. ウィリアムズ・アーノルド, Wiriamuzu Ānorudo)
Сейю: Окіцу Кадзуюкі
Глава дому Вільямсів і батько Алісії. Глибоко любить своїх дітей.
Ніл Джонсон (яп. 声 - 長谷徳人)
Син дому Джонсонів. Затятий шанувальник Ліз. Ненавидить Алісію за те, що вона заперечувала Ліз на одному з чаювань.
Розетта (яп. ロゼッタ)
Покоївка дому Вільямсів.
Мел (яп. メル)
Однокласниця Алісії, яка проявляє до неї інтерес. Насправді є підлеглою Дюка, що спеціалізується на розвідці та прихованих діях.
Люк Сікер (яп. シーカー・ルーク, Shīkā Rūku)
Король Дюлкіс і батько Сікера Дюка. Цінує розум Алісії.

## Медіа

### Ранобе
Роман "I'll Become a Villainess Who Goes Down in History", написаний Ізумі Окідо, розпочав серіалізацію як веброман на платформі Shōsetsuka ni Narō у грудні 2018 року. Пізніше його придбало видавництво Enterbrain, яке почало випускати його як ранобе з ілюстраціями Дзюн Хаясе під лейблом B's Log Bunko 15 серпня 2019 року. Станом на жовтень 2024 року вийшло сім томів. У Північній Америці права на публікацію ранобе належать Yen Press.
| № | Дата виходу     | ISBN                   |
| - | --------------- | ---------------------- |
| 1 | 15 серпня 2019  | ISBN 978-4-04-735695-5 |
| 2 | 15 лютого 2021  | ISBN 978-4-04-736502-5 |
| 3 | 15 вересня 2021 | ISBN 978-4-04-736754-8 |
| 4 | 15 вересня 2022 | ISBN 978-4-04-737163-7 |
| 5 | 12 серпня 2023  | ISBN 978-4-04-737605-2 |
| 6 | 15 березня 2024 | ISBN 978-4-04-737855-1 |
| 7 | 15 жовтня 2024  | ISBN 978-4-04-738137-7 |

### Манґа
Манґа-адаптація, ілюстрована Акарі Хоші, почала серіалізацію на вебсайті манґи B's Log Comic від Enterbrain 5 травня 2020 року. Манґа-адаптація була зібрана в п'яти томах станом на вересень 2024 року. Вона також ліцензована в Північній Америці компанією Yen Press.
| № | Дата виходу     | ISBN                   |
| - | --------------- | ---------------------- |
| 1 | 28 грудня 2020  | ISBN 978-4-04-736447-9 |
| 2 | 1 жовтня 2021   | ISBN 978-4-04-736791-3 |
| 3 | 1 вересня 2022  | ISBN 978-4-04-737150-7 |
| 4 | 12 серпня 2023  | ISBN 978-4-04-737586-4 |
| 5 | 30 вересня 2024 | ISBN 978-4-04-738168-1 |

### Аніме
Адаптація в аніме-серіал була анонсована 9 серпня 2023 року. Аніме-серіал виробляла студія Maho Film, режисером є Юдзі Янасе. Сценарії серіалу писав Савако Хірабаяші, дизайн персонажів розробляли Юко Ватабе та Ері Кодзіма, а музику для серіалу компонувалася Моє Хьюга. Аніме-серіал виходив в ефір з 2 жовтня по 25 грудня 2024 року на телеканалі Tokyo MX та інших мережах. Початкова пісня аніме — пісня «Baddududu» (バッドゥドゥドゥ) виконана Liyuu, а заключна тема — пісня «Wacchu Ane?» (わっちゅあね？, Як тебе звати?), виконана Рін Куросу. Crunchyroll транслював серіал.

#### Список серій
| № серії | Назва серії                                                                                             | Режисер(и)        | Сценарист(и)     | Режисер(и анімації) | Оригінальна дата показу |
| --- | --- | ----------------- | ---------------- | ------------------- | ----------------------- |
| 1 | «Лиходійка та тренування» Транслітерація: «Akujo to Kintore» (яп. 悪女と筋トレ)                         | Юдзі Янасе        | Савако Хірабаяші | Юдзі Янасе          | 2 жовтня 2024           |
| Дівчина прокидається в тілі Алісії Вільямс персонажа-ліходійки з серії отоме-ігор. Алісія вирішує що з семи років вона буде тренуватися і зосередиться на тому, щоб стати найкращою лиходійкою. Однак непомітно для себе вона починає чарувати більшість героїв кохання з сюжетної лінії гри через свою зрілість. Вона проводить кілька років практикуючи фехтування і читаючи книги. Алісія також вражає короля своїми унікальними поглядами на дипломатію. Знать дізнається що розцвіла золота троянда що сигналізує про народження святого | |                   |                  |                     |                         |
| 2 | «Поцілунок з відьмою» Транслітерація: «Akujo to Kuchizuke» (яп. 悪女と口づけ)                           | Юдзі Янасе        | Савако Хірабаяші | Юдзі Янасе          | 9 жовтня 2024           |
| Алісія проводить час відвідуючи Роану село вигнанців-криміналістів вночі. Одного дня розлючена через рішення батька не дозволяти їй брати участь в іспиті з фехтування, Алісія вирушає до Роани де ненавмисно стає свідком того як дитину б'ють до напівсмерті. Відчуваючи безсилля, вона усвідомлює що є гіршою за героїню цієї історії яка б обов'язково врятувала дитину. Вона однак не здається і розмовляє зі своєю довіреною особою в селі Віллом і каже йому що зробить усе можливе щоб допомогти. Отримавши лікарські трав, вони з Віллом рятують життя хлопчика. Пізніше Алісія знаходить приховані томи в родинній бібліотеці та вивчає магію. Через надмірне використання магії вона врешті-решт слабшає. Король відвідує її і знову запитує про її унікальне бачення. Після того як вона розповідає йому що ненавидить королівство через його жорстку аристократію, вона непритомніє. Принц Дюк несе її до ліжка і допомагає прийняти ліки, поцілувавши її і поклавши ліки в рот. | |                   |                  |                     |                         |
| 3 | «Лиходійка та незаконне вторгнення» Транслітерація: «Akujo to Fuhōshin'nyū» (яп. 悪女と不法侵入)        | Юдзі Янасе        | Савако Хірабаяші | Юдзі Янасе          | 16 жовтня 2024          |
| Алісія відновлюється після хвороби що була спричинена виснаженням її мани. Вона згадує як Дюк поцілував її, але відкидає це як невідкладну процедуру, а не романтичний жест. Залишивши поцілунок осторонь, вона вирушає до академії магії щоб стежити за героїнею. Алісія швидко зустрічає Ліз Кезер звичайну дівчину-героїню гри на основі якої побудований цей світ. Ліз проводить Алісію по академії, але Алісія поки Ліз відволікається вирушає на самостійну прогулянку та досліджує школу. Повернувшись додому Алісія зустрічає інших дворян і демонструє перед ними свою магію. Інші дворяни лякаються, усвідомивши що Алісія є дивергентом. Ліз втішає Алісію і каже що все буде добре. Пізніше в Роані, Вілл пояснює що особливо обдаровані маги відомі як дивергенти. Він розповідає їй що дивергенти мають історію пов’язану з нещастями. Хлопець якого врятувала Алісія, Гілл, прокидається і зізнається що боїться Алісії. Округло кажучи, Алісія змушує Гілла стати її слугою і знаходити причину для життя. Дорослі в маєтку дізнаються, що Алісія є дивергентом, і ставлять її під суворе тренування на наступні три роки. Після трьох років Алісія вступає до академії магії, а король надає їй особливу умову: вона повинна стати наглядачем Ліз Кезер. | |                   |                  |                     |                         |
| 4 | «Лиходійка та квіткове поле» Транслітерація: «Akujo to Ohanabatake» (яп. 悪女とお花畑)                  | Наойоші Кусака    | Юкі Таніхара     | Такеші Морі         | 23 жовтня 2024          |
| Алісія приймає свою роль наглядача Ліз Кезер. Король пояснює що Ліз є надто наївною та ідеалістичною, і роль Алісії полягає в тому, щоб допомогти їй стати більш прагматичною святою. Алісія висуває свою умову королю: вона хоче забрати Гілла до академії та вивезти його з Роани. Під час пошуків Гілла Алісія зустрічає сильно поранену дівчину. Алісія змогла врятувати її життя, однак довелося ампутувати ногу. Після цього Алісія просить дівчину на ім’я Ребека стати її інформатором в Роані. Гілл та Алісія зрештою відправляються до академії магії, де Алісія швидко зустрічає Ліз. Ліз та її друзі намагаються подружитися з Алісією, але вона навмисно відштовхує їх, поводячись грубо, аби зміцнити свій образ лиходійки. Принц Дюк телепортує Алісію і проводить з нею розмову, радіючи, що вона зарахована до академії. Пізніше Алісія перериває чайну церемонію Ліз і критикує її наївність у питаннях інтеграції Роани з рештою королівства, що викликає гнів прихильників Ліз і закріплює її роль як лиходійки. | |                   |                  |                     |                         |
| 5 | «Лиходійка та тест лиходійки» Транслітерація: «Akujo to Akuyaku Reijou Shiken» (яп. 悪女と悪役令嬢試験) | Кьо̄хей О̄ябу       | Савако Хірабаяші | Кьо̄хей О̄ябу         | 30 жовтня 2024          |
| Алісія стає центром уваги, оскільки всі студенти налаштовуються проти неї за "цькування" Ліз Кезер. У Роані Ребека доповідає Алісії що серед місцевих мешканців спостерігається сильне негативне ставлення до чужинців. Однак Ребека визнає, що жителі поступово починають змінювати своє ставлення і готові змінити своє життя. Додому Алісія отримує визнання від старшого брата Анрі, який зізнається, що вважає її аргументи в суперечці з Ліз правильними і не розуміє, чому всі навколо Ліз автоматично підтримують її. Після цього Анрі передає їй запрошення на чайну церемонію короля. На чайній церемонії Алісія підриває точку зору Ліз, поки та не знаходить задовільне рішення для економічних проблем сусіднього королівства. Дюк супроводжує Алісію після чайної церемонії та проводить з нею розмову. Під час поїздки на кареті разом із Анрі та Гіллом Алісія розуміє, що Ліз, можливо, використовує магію для тонкого маніпулювання людьми на свою користь. Однак перш ніж Алісія встигне провести розслідування, їх із Гіллом захоплюють і викрадають. | |                   |                  |                     |                         |
| 6 | «Відьма і сон разом» Транслітерація: «Akujo to Soine» (яп. 悪女と添い寝)                                | Наойоші Кусака    | Куніхіко Окада   | Такеші Морі         | 6 листопада 2024        |
| Алісія прокидається після викрадення і розуміє, що вона не лише фізично обмежена, але й на неї надіто нашийник який скасовує магію. Один із викрадачів вирішує, що Ґілл не має вартості для викупу, і обмірковує його вбити. Почувши це, Алісія в люті легко розправляється з викрадачами, незважаючи на те, що її зв'язали. Один із викрадачів тікає, і Алісія женеться за ним. Саме перед тим, як вона збиває його з ніг, з'являється Ліз і застосовує обмежувальну магію на Алісію. Через це Алісія майже гине від рук викрадача, але Дюк встигає втрутитися і врятувати її. Ліз звинувачує Алісію в тому, що вона діяла на самозахист, навіть коли Алісія пояснює, що її мало не вбили. Від злості Дюк каже Ліз, що вона не гідна називатися святою, і майже заморожує її. Однак інший студент втручається і заспокоює ситуацію. Після цього Дюк відводить Алісію до лазарету, де вона пізніше прокидається і бачить, як він спить поруч з нею. Він допомагає їй одягнути намисто і готовий поцілувати її, але їх перериває Гілл. Алісія та її друзі обговорюють інцидент і визначають, хто за ним стоїть, тоді як Гілл вирішує стати сильнішим, щоб у майбутньому запобігти шкоді для Алісії. Вони також дізнаються, що король дозволив статися викраденню. Король зробив це, щоб краще підготувати святу, надавши їй складне завдання, навіть якщо це поставило під загрозу життя Гілла і Алісії. Через цей інцидент батько Алісії наказує їй припинити спостереження за Ліз через небезпеку, яку це несе. Алісія відмовляється і обіцяє, що, якщо треба, досягне рівня 90 магії, щоб виконати свою роль. | |                   |                  |                     |                         |
| 7 | «Лиходійка бере паузу» Транслітерація: «Akujo wa Ikkai Yasumi» (яп. 悪女は一回休み)                     | Юджі Янасе        | Савако Хірабаяші | Юджі Янасе          | 13 листопада 2024       |
| Алісія ізолюється для інтенсивних тренувань, щоб досягти рівня 90. Гілл також зосереджується на самовдосконаленні своїм шляхом. Батько Алісії розмовляє з Гіллом, пояснюючи, що насправді не хоче, щоб вона досягла рівня 90 заради її ж блага, однак визнає, що не може вічно захищати її від її амбіцій. У селі Роана злодій намагається вкрасти картопляний врожай, але Нейт, найсильніший боєць села, зупиняє його. Нейт висловлює недовіру до Алісії, але визнає, що вона може бути єдиною, хто здатен покращити їхню ситуацію. Король і принц обговорюють майбутнє Роани та найкращі способи керувати країною. Вони також визнають виняткові таланти Алісії, погоджуючись що буде марно якщо вона не стане провідною фігурою в країні. Проходить шість місяців і Алісія продовжує свої тренування. В академії принц Генрі та ще один студент обговорюють, чому всі ненавидять Алісію та звідки походять чутки про неї. Принц, підозрюючи Ліз у можливому контролюванні свідомості студентів, відправляє Мела з місією дослідити її. Після двох років ізоляції Алісія завершує своє тренування і виходить на рівень високого мага. | |                   |                  |                     |                         |
| 8 | «Лиходійка та велике повернення» Транслітерація: «Akujo to Dai Fukkatsu» (яп. 悪女と大復活)             | Масаші Абе        | Шунма Хара       | Такеші Морі         | 20 листопада 2024       |
| Алісія демонструє значний розвиток за два роки самітництва, залишаючи Гілла безмовним, коли він знову її зустрічає. Алісія вирушає до Роани разом з Гіллом. Прибувши до міста, Алісія дивується розвитку та безпеці, яких досягла Роана за час її відсутності. Після бою з найсильнішим воїном міста і перемоги над ним, вона розмовляє з Віллом. Вони коротко обговорюють ситуацію, а потім Алісія магією передає своє око Віллу, дозволяючи йому знову бачити. Хоча Вілл намагається її відмовити, вона пояснює, що однією з головних причин, чому вона вивчила магію 91 рівня, було використання цього закляття, і він поступається. Після цього Алісія повертається додому і звітує батькові про свій нинішній рівень та пояснює, чому вона без ока. Її батько зауважує, що вона завжди буде його дочкою, і хоче її захищати, але приймає її характер і дозволяє вступити до академії магії. Повернувшись до академії, Алісія одягається в чорне і робить велике враження, привертаючи увагу всіх. Алісія зустрічає одну з прихильниць Ліз, Джейн, і принижує її перед натовпом. Ліз з'являється, і вони коротко спілкуються. Алісія наполегливо працює над тим, щоб усі бачили її як лиходійку. Після завершення зарахування Алісія зустрічається з принцом, який суворо розмовляє з нею через втрату ока. Алісія відкидає принца, ненавмисно образивши його почуття. Дівчина спостерігає здалеку і зауважує, що Алісія — незграбна лиходійка. | |                   |                  |                     |                         |
| 9 | «Лиходійка і драматичний підйом підборіддя» Транслітерація: «Akujo to Agokui» (яп. 悪女と顎クイ)        | Нобутака Чікахаші | Юкі Таніхата     | Кьо̄хей О̄ябі         | 27 листопада 2024       |
| Алісія вступає на своє перше заняття і завдяки підготовці потрапляє до старших класів. Ліз підходить до Алісії аби помиритися, але Алісія продовжує відштовхувати її спроби. Пізніше на обіді Алісія вибачається перед принцом за те, що образила його почуття, але стверджує що його підхід до спостереження за нею був неправильним. Вона пояснює принцу, що правильний спосіб захистити когось — це бути прямим. Ліз засмучена побачивши що принц виявляє симпатії до Алісії і несвідомо починає випромінювати негативну магічну ауру. До Алісії підходить дівчина і непомітно записує їхню розмову. Після того, як Алісія отримує запрошення на одне з чаювань Ліз, Джейн презентує змонтовану записку, в якій виглядає, що Алісія цькує студентку Маріку, яка до неї підійшла. Всі накидаються на Алісію, але вона відчуває захват, адже її статус лиходійки зростає. Один студент встає на захист Алісії, що здивувало її, а Мел з’являється з правдивим записом події. Після розкриття правди Маріка виступає проти Джейн і каже, що була змушена зробити змонтовану записку, через що Джейн знову зазнає приниження. Ліз вибачається від імені Маріки та Джейн. Мел та Алісія йдуть разом і обговорюють, чому Мел втрутилася, а також як вона знає Алісію. Згодом з’являється принц і повідомляє Алісії, що Мел працює на нього і що він послав її шпигувати за Алісією. Пізніше Алісія вирушає до Роани разом з Гіллом і дізнається шокуючу правду про Вілла, що він є старшим братом короля. | |                   |                  |                     |                         |
| 10 | «Лиходійка і минуле» Транслітерація: «Akujo to Kako» (яп. 悪女と過去)                                   | Хідекі Хіросіма   | Куніхіко Окада   | Такеші Морі         | 4 грудня 2024           |
| Вілл Сікер пояснює, що його вигнали в Роану після того, як його підставили заявивши що він змовлявся проти короля. Він також розповідає Алісії що мав стати королем, але через нещасний випадок не зміг. Коли Вілл досяг рівня 80 магії у 10 років, він став зарозумілим і спробував виконати магію найвищого рівня. Через цю спробу він отримав травму та втратив здатність використовувати магію, що зробило його непідходящим для трону. Тому його брат Люк зайняв трон. Мати Люка підставила Вілла через свою надмірну опіку та ніколи не розповіла Люку про те що сталося з Віллом. Алісія прощається з Віллом на деякий час і вони вирішують що колись він зустрінеться з королем. У академії кілька дівчат підходять до Алісії щоб поскаржитися на Ліз, але Алісія відмахуються від них і каже що вони повинні поговорити з Ліз безпосередньо. Згодом дівчата розповідають Ліз що Алісія образила її і починають сцену. Фінн розповідає Ліз, що ці три дівчини намагалися підставити Алісію та саме вони образили Ліз. Алісія та інші вирушають заявляючи що вся ця суперечка була марною. Ліз, розлючена через свою нездатність порозумітися з Алісією, знову випромінює негативну ауру, що впливає на людей, включаючи трьох дівчат. Принц, Гілл, Алісія та її брат п'ють чай і обговорюють інформацію, яку вони дізналися під час метушні. Після чаю принц попереджає Алісію, щоб вона не зв'язувалася з Віллом, і намагається зробити крок до Алісії, але вона відмовляється, попереджаючи його, що не дозволить нікому забрати її свободу, що вражає принца. | |                   |                  |                     |                         |
| 11 | «Лиходійка і шкільний ідол» Транслітерація: «Akujo to Gakuen Charisma» (яп. 悪女と学園カリスマ)         | Юдзі Янасе        | Юкі Таніхата     | Такеші Мори         | 11 грудня 2024          |
| Гілл і Алісія проводять час у школі, відвідуючи лекції та навчаючись. Ліз Кезер спостерігає за тим, як принц фліртує з Алісією, і її злостивість зростає. Герцог, Гілл і Алісія обговорюють, як зменшити поширення "хвороби Доттен", хвороби, яка поширюється через воду. Ліз звертається до Гілла і просить розповісти її про Роану. Спочатку Гілл відмовляється, але Ліз підсвідомо випускає свою ауру контролю свідомості і впливає на нього, змушуючи його вагатися. Принц приходить і ламає вплив на Гілла. Ліз розлючена через втручання принца, і її злість посилюється, що призводить до суперечки в їдальні. Джейн насильно обрізає волосся Керол і безглуздо звинувачує Алісію в своїх діях. Джейн намагається вбити Керол ножицями, але Алісія обмежує її за допомогою магії і забирає ножиці. Потім Алісія обрізає своє власне волосся, щоб підтримати вигляд Керол на знак солідарності. Багато дівчат несподівано надихаються вчинком Алісії і також обрізають своє волосся коротко, що свідчить про ослаблення контролю свідомості Ліз. Алісія дивується, як легко змінилися думки людей, і вирішує розслідувати це. Перед тим, як вона встигне це зробити, вона виявляє, що студенти тепер цькують Джейн замість неї. Алісія допомагає Джейн хоча та не оцінює її допомоги. Під час дослідження стародавніх текстів Мел робить вражаюче відкриття. | |                   |                  |                     |                         |
| 12 | «Лиходійка і свята» Транслітерація: «Akujo to Seijo» (яп. 悪女と聖女)                                   | Фуміо Маезоно     | Савако Хірабаясі | Томохіко Ōкубо      | 18 грудня 2024          |
| Мел підходить до групи та повідомляє, що вона дізналася таємницю святої. Свята має особливу здатність чарівності, яку можуть використовувати лише святі. Дюк приходить до висновку, що Ліз підсвідомо використовує Чарівність, і лише ті, у кого сильна мана або воля, можуть їй протистояти. Вони дійшли висновку, що Ліз поступово втрачає контроль, що пояснює, чому її прихильники стали такими непередбачуваними. Гілл робить висновок, що Ліз заздрить тому, як Дюк фліртує з Алісією на її очах. Алісія йде, щоб зустрітись з Ліз, але її прихильники стають на шляху. Після того як вони йдуть, команда обмірковує свої варіанти. Гілл зазначає, що залишати Ліз у такому стані небезпечно, і що їй потрібно навчитися контролювати свою чарівність перед випуском. Дюк вирішує використати закоханість Ліз як щит і спробувати вирішити проблему безпосередньо. Після того як він переконує Ліз залишити своїх прихильників позаду, Дюк телепортує Ліз до кімнати з Алісією, де вона пояснює Ліз заклинання чарівності. Ліз розуміє, що ефект чарівності, можливо, дійсно існує, але намагається виправдати свої вчинки і зізнається в любові до Дюка. Однак Дюк відмовляє Ліз і прямо говорить, що любить Алісію. Ліз розривається і починає кричати на всіх, після чого Мел розкриває, що вона маскувала прихильників Ліз серед найближчих аристократів, і всі вони стали свідками її справжнього "я". Після того як їхні ілюзії руйнуються, всі розуміють, що Ліз використовувала магію чарівності. Алісія говорить Ліз, що їй не варто намагатися бути ідеальною святою, а краще жити відповідно до себе. Після цього Ліз бере книгу, яку принесла Мел, і йде, сказавши, що вона навчиться правильно використовувати свої сили. Вночі Дюк приводить Вілла до свого батька, короля, щоб їх знову з'єднати. Алісія пояснює, що якщо Вілл буде визнаний невинним, то в Роані не залишиться цивільних осіб з кримінальними записами, і село буде інтегровано з рештою країни. Коли все здається вирішеним, Алісія має намір зректися своєї посади наглядача за Ліз. Дюк запитує Алісію, коли вона відповість на його зізнання. Наступного дня Алісія розмірковує над своєю відповіддю та зустрічає Дюка, який здається забув про неї. | |                   |                  |                     |                         |
| 13 | «Лиходійка та принц» Транслітерація: «Akujo to Ōji» (яп. 悪女と王子)                                    | Юджі Янасе        | Савако Хірабаяші | Юджі Янасе          | 25 грудня 2024          |
| Алісія потрапляє на суд, де її запитують про те, що вона сказала, залишаючи всіх враженими. Нащадки з різних аристократичних родин зустрічаються на чаї та обговорюють, що могло спричинити раптову амнезію герцога. Алісія викликана до замку на суд, після того як герцог запитує, чи хтось міг втрутитись у його спогади або в спогади інших. Під час судового процесу Алісія розуміє, що насправді хоче бути визнаною винною та вигнаною, оскільки це дозволить їй досліджувати світ. Мел дає свідчення проти Алісії на суді, стверджуючи, що тільки висококласний користувач темної магії, як вона, міг би маніпулювати спогадами. Алісія навмисно програє суд, щоб бути вигнаною. Після того як Алісія визнана винною, новина про її вигнання розповсюджується по всій країні. Друзі та колеги Алісії і Ліз обговорюють їхню відсутність. Ліз підходить до Алісії в її домі і запитує, чому Алісія дозволила собі потрапити в таку пастку. Виявляється, що принц симулював втрату пам'яті, щоб Алісія могла отримати свою свободу, залишити країну та поїхати до Лавала. Перед тим як вирушити, Алісія залишає Гіллу листа для принца, щоб він передав йому, що вона не зацікавлена у стосунках. Принц звільняє Роану, руйнуючи бар'єр, і ізольоване село повністю об'єднується з країною. По дорозі з країни Алісія потрапляє на зустріч з принцом, який ламає двері її карети і палко цілує її. Вони домовляються зустрітися знову, і Алісія розуміє, що буде знову і знову закохуватись у принца. Мати Алісії розповідає, що чорна троянда розцвіла для Алісії, коли їй було сім років, і ця троянда означала, що вона принесе велику зміну в країні. Сказавши принцу, щоб він чекав на неї, Алісія досягає Лавала. | |                   |                  |                     |                         |

## Сприйняття
Станом на серпень 2023 року, серія в цілому продала понад 850 000 копій як у фізичних, так і в цифрових випусках.